# Карпо Аћимовић Година
Карпо Година (Скопље, 26. јун 1943), познат и као Карпо Аћимовић Година,  је југословенски и словеначки директор фотографије, редитељ, сценариста и филмски монтажер.
Један је од најпознатијих представника југословенског филмског покрета Црни талас, који је произвео бројне социо-критичке филмове између 1964. и 1973. године. Његов филм Вештачки рај био је приказан ван конкуренције 1990. године на Канском филмском фестивалу.

## Биографија
Рођен је 1943. године у Скопљу. Његова мајка била је Милена Година, југословенска и словеначка позоришна и филмска глумица. Студирао је Академију за позориште, радио, филм и телевизију на Универзитету у Љубљани, а дипломирао је 1966. године. Своју каријеру започео је почетком шездесетих година са аматерским филмовима и међународно успешним краткометражним филмовима и документарцима. Као директор фотографије, учествовао је у више од двадесет филмова, у режији телевизијских серија и кратких филмова.
Први већи ангажман као директор фотографије остварио је 1969. године на филму Рани радови, чији режисер и сценариста је био Желимир Жилник. За филм Сплав медузе, на којем је радио као директор фотографије, добио је Прешернову награду, 1980. године.
Поред посла директора фотографије, режирао је и написао сценарије за велики број краткометражних и документарних филмова.
Од 1990. године подучава филмску режију на Академији за позориште, радио, филм и телевизију на Универзитету у Љубљани.

## Филмографија
Појавио се у документарним филмовима Слике душе (2001), Забрањени без забране (2007), Мако (2014) и у филму Друга линија (2016).

### Директор фотографије
- Сонце, всесплошно сонце (1968)
- Пикник в недељо (1968)
- Лутка (1968)
- Рани радови (1969)
- Гратинирани мозак Пупилије Феркеверк (1970)
- Куд народна војска прође (1970)
- Здрави људи за разоноду (1971)
- Црни филм (1971)
- Улога моје породице у свјетској револуцији (1971)
- Слике из живота ударника (1972)
- 14441 квадрат (1972)
- Ислам (1973)
- Ксенија на гостовању (1975)
- Муке по Мати (1975)
- Жена са крајоликом (1976)
- Зовем се Ели (1977)
- Окупација у 26 слика (1978)
- Драга моја Иза (1979)
- Сплав медузе (1980)
- Црвени буги (1982)
- Писмо - Глава (1983)
- Ујед анђела (1984)
- Мала пљачка влака (1984)
- Карло у Риму (1985)
- Овни ин мамути (1985)
- Обиск (1985)
- Доктор (1985)
- Био једном један Снешко (1987)
- Пут на југ (1988)
- Приватни рат (1988)
- Жена са крајоликом (1989)
- Адам ледоломак (1990)
- Здрављица (1992)
- Радио.доц (1995)

### Редитељ
- Сонце, всесплошно сонце (1968)
- Пикник в недељо (1968)
- Гранатирани мозак Пупилије Феркеверк (1970)
- Здрави људи за разоноду (1971)
- Недостаје ми Соња Хени (1971)
- 14441 квадрат (1972)
- Ислам (1973)
- Умјетност ислама (1973)
- Рам за неколико поза (1976)
- Сплав медузе (1980)
- Црвени буги (1982)
- Вештачки рај (1990)
- Како је погинула Стела дел норд? (2002)
- Згодба господина П.Ф (2003)

### Филмски монтажер
- Сонце, всесплошно сонце (1968)
- Пикник в недељо (1968)
- Лутка (1968)
- Рани радови (1969)
- Гранатирани мозак Пупилије Феркеверк (1970)
- Куд народна војска прође (1970)
- Здрави људи за разоноду (1971)
- Црни филм (1971)
- 14441 квадрат (1972)
- Рам за неколико поза (1976)
- Сплав медузе (1980)
- Црвени буги (1982)
- Згодба господина П.Ф (2003)

### Сценариста
- Сонце, всесплошно сонце (1968)
- Пикник в недељо (1968)
- Гранатирани мозак Пупилије Феркеверк (1970)
- Здрави људи за разоноду (1971)
- 14441 квадрат (1972)
- Ислам (1973)
- Згодба господина П.Ф (2003)

## Награде
- Награда југословенске режије критике (1980, 1983)
- Бадјурова награда (1980, 1982)
- Награда краљевског филмског архива Белгије (1980), за филм Сплав медузе
- Награда жирија француских филмских медија (1984), за филм Црвени буги
- Златна арена за монтажу (1990), за филм Вештачки рај
- Награда Underground spirit (2013)[4]
- Награда Берт (2016)
- Штигличева награда (2018)